# Chrysler Town & Country (1941–1988)
Chrysler Town & Country — универсал американской компании Chrysler. Выпускался с 1941 по 1988 год, с перерывом на годы Второй мировой войны, когда легковые автомобили в США не выпускались. На рынке США под маркой Town & Country продавались седан, купе и кабриолет в 1947—1950 гг. и 1983—1986 гг. 1988 модельный год был последним для универсала Chrysler Town & Country. В 1990 модельном году на рынок был выпущен минивэн с аналогичным названием — Chrysler Town & Country.

## Первое поколение
Президент Chrysler Division Дэвид Уоллес в конце 1930-х годов поставил перед инженерами компании задачу — создать стильный универсал с аэродинамическими формами. Своеобразным предшественником Chrysler Town & Country является Chrysler Imperial Woody, который одним из первых, среди моделей Chrysler, получил кузов с деревянными боковинами. Компания Boyertown Body Works из Бойертауна, штат Пенсильвания получила задание разработать дизайн нового автомобиля. Пол Хейфер, дизайнер Boyertown Body Works предложил несколько вариантов на базе Dodge и исходил из концепции автомобиля для жителей пригорода. У концептов были названия «Town & Country», «Country Club Sport» и «Country Gentleman». Проекты Уоллес отверг, но название Town & Country ему понравилось. Передняя часть машины была городской (Town), а задняя с деревянными панелями — сельской (Country). 25 октября 1940 года в Патентную службу США Уоллес подал заявку, закреплявшую его приоритет на стилистические решения новой модели. В 1941—1942 модельном годах в исполнении Town & Country производились исключительно универсалы. Автомобили строились на 121,5-дюймовой колесной базе C-28W Windsor с шестицилиндровым двигателем Spitfire мощностью 112 л. с. Деревянные панели украшали двери и тянулись, завершаясь на сдвоенной распашной задней двери. Панели изготавливались из многослойной фанеры, а для обрамления применялись брусья из белого ясеня, которые в рекламной продукции описывались как цвета «пепла и красного дерева из Гондураса». Для изготовления деревянных панелей был заключён контракт с компанией Pekin Wood Products из Хелена, штат Арканзас, президентом которой также был Дэвид Уоллес. Автомобиль получил цельнометаллическую крышу как у моделей Airflow, что делало его наиболее безопасным из всех выпускавшихся в то время универсалов. В рекламном проспекте, посвящённом представлению новой модели на рынке особым образом подчёркивались «изящные контуры», свойственные седанам Chrysler Airflow, а передняя часть аналогична седанам Chrysler Windsor — крыша плавно спускалась к задней двери и стильно продолжалась в изгибах деревянных задних дверей. У Chrysler Town & Country было регулируемое заднее сиденье, которое можно было сдвигать на 18 дюймов, а также, дополнительно пассажирское сиденье, вмещающее трёх человек, тем самым доводившее общую вместимость салона до девяти человек, что также являлось одной из особенностей модели. Автомобили оснащались полуавтоматической коробкой Fluid Drive с трансмиссией Vacamatic. Вместительное багажное отделение 5 футов глубиной, в котором размещалось полноразмерное запасное колесо, запиралось распашными дверьми бочкообразной формы (именно за эту форму задних дверей модель получила названия «barrel-back» и «clam shell» — «раковина моллюска»), с внешним расположением петель. В письме отдела продаж Chrysler от 27 мая 1941 года описывалась целевая аудитория новой модели — наряду с фермерами и сельскими жителями, это были флористы, скорняки, бакалейщики, магазины одежды. В стандартную комплектацию входила внешняя и внутренняя отделка отделка, аналогичная моделям Windsor, в том числе электрические часы. Автомобиль обладал достаточным пространством для ног пассажиров — 40 дюймов у передних и 36 — у пассажиров задних сидений. В 1941 году, с марта было произведено 997 Chrysler Town & Country, 797 из которых были в девятиместной компоновке, остальные 200 — в шестиместной. Модель 1941 года в шестиместном исполнении стоила $1395, а девятиместная модель — $1475 с учётом федеральных налогов.
В 1942 году у Chrysler Town & Country был проведён редизайн в стилистике моделей компании 1942 года. Вся передняя часть была обёрнута в стержни из нержавеющей стали, которые простираются по всему низу передней части автомобиля. Эта тема — из 5 металлических полос, — продолжается и на задних крыльях. Подобные стилистические решения очень характерны для доминировавшего тогда стиля «стримлайн». Модели 1942 года также получили улучшенный рядный шестицилиндровый двигатель Spitfire мощностью 120 л. с. Модель 1941 года в шестиместном исполнении стоила $1412, а девятиместная модель — $1685 с учётом федеральных налогов. Выпуск автомобилей 1942 модельного года начался в декабре 1941 года и закончился в феврале 1942 года, вместе с завершением производства легковых автомобилей компанией Chrysler согласно решению Совета по военному производству на период войны. Моделей 1942 года было выпущено 999 экземпляров — 849 из которых были в девятиместной компоновке, остальные 150 — в шестиместной. Chrysler Town & Country была единственной моделью 1942 года, количество выпущенных автомобилей которой превышало 1941 год из-за позднего выхода автомобилей на рынок — в апреле 1941 года.
В предвоенный период были также построены два восьмицилиндровых прототипа Chrysler Town & Country на 127,5-дюймовом колесном шасси New Yorker.
|                                                            |                                                                         |                                                                     |                                                                           |                                                                         |
| Chrysler Town & Country 1941 модельного года — вид спереди | Chrysler Town & Country 1941 модельного года — вид сзади в три четверти | Chrysler Town & Country 1942 модельного года — эмблема на багажнике | Chrysler Town & Country 1942 модельного года — вид спереди в три четверти | Chrysler Town & Country 1942 модельного года — вид сзади в три четверти |

В 1946 модельном году Chrysler Town & Country предстал в новом облике — вместо универсалов рынку были представлены четырёхдверные седаны, двухдверное купе и кабриолет. В зависимости от устанавливаемого двигателя — шести- или восьмицилиндрового, различалась используемая база. Для четырёхдверных седанов с рядным шестицилиндровым двигателем, мощностью 114 л. с. использовалась база Chrysler Windsor (С-38) в 121,5 дюйма, а кабриолеты и седаны с восьмицилиндровым двигателем мощностью 135 л. с. базировались на Chrysler New Yorker (С-39) — 127,5 дюйма. Автомобили получили богатое стандартное оснащение: отделка салона двухцветной шерстяной тканью, напольное ковровое покрытие, указатели поворота, электрические часы, двухскоростные электрические стеклоочистители, подсветка багажного отделения, гидравлические тормоза Safe Guard, панели из красного дерева, прикрепленные к стальному корпусу, окружённому прочной рамой из белого ясеня, на диски устанавливались колпаки, а шины были из двухцветной резины (с вайтволлами). Кабриолет дополнительно оснащался электрифицированным подъёмом складного верха, наличием салонного и наружных зеркал заднего вида. Кабриолетов в 1946 модельном году было выпущено 1935 экземпляров, четырёхдверных седанов с восьмицилиндровым двигателем (C-39N) — 99, а с шестицилиндровым (C-38W) — 127. Внешние изменения моделей 1946 года, в сравнении с довоенным периодом, в первую очередь затронули решётку радиатора и бампера. Стоимость кабриолета в 1946 году составляла $2743, седана на базе Chrysler Windsor — $2366, седана с восьмицилиндровым двигателем — $2718.
Модели 1947 года, в целом были аналогичны предшествующему, 1946 году. Внешние изменения заключались в перестановке указателей поворота и дальнего света, и изменённых задних фонарях. Кабриолеты Chrysler Town & Country получали электрический подъёмник мягкого верха, наружные зеркала на передних крыльях. Кабриолетов (C-39N) в 1947 модельном году было выпущено 3134 экземпляра, четырёхдверных седанов с шестицилиндровым двигателем (C-38W) — 2751. Стоимость кабриолета в 1947 году составляла $2998,а седана — $2713.
В 1948 году у Chrysler Town & Country стали применять панели Di-Noc, имитирующие панели из настоящего красного дерева. Отделка и оснащение моделей 1948 года была аналогичной моделям 1947 года. Стоимость моделей 1948 года в очередной раз выросла и составляла: кабриолет — $3395, седан — $2860. Кабриолетов в 1948 модельном году было выпущено 3307 экземпляров, четырёхдверных седанов с шестицилиндровым двигателем — 1176.
|                                                                      |                                                       |                                                                     |                                                                                                |                                                                                   |
| Кабриолет Chrysler Town & Country 1948 модельного года — вид спереди | Передняя панель Chrysler Town & Country 1946—1948 гг. | Кабриолет Chrysler Town & Country 1948 модельного года — вид сверху | Четырёхдверный седан Chrysler Town & Country 1948 модельного года — вид спереди в три четверти | Кабриолет Chrysler Town & Country 1948 модельного года — вид сзади в три четверти |

Chrysler Town & Country был представлен на рынке в 1949 году только в варианте кабриолет (С-46N). 1949 год был юбилейным годом Chrysler — 25 лет компании, все модели получили обновлённый дизайн. Всего было выпущено 1000 кабриолетов. В отделке салона стала применяться кожа, на части выпущенных автомобилей использовались панели Di-Noc, имитирующие красное дерево, обрамлённые твердым белым ясеневым каркасом, а на части — окрашенный металл, но деревянный каркас оставался. Стоимость кабриолета 1949 модельного года составляла $3765. По стоимости кабриолет, все 4 года нахождения на конвейере, занимал второе место в линейке автомобилей компании, следуя за премиальным Crown Imperial.
В 1950 году базой для Chrysler Town & Country служил Chrysler Newport, с колёсной базой 131,5 дюйма. Модель выпускалась только в кузове двухдверный хардтоп (C-49N), что было новинкой среди линейки моделей Chrysler. Изменению подверглась решётка радиатора, форма задних крыльев, стали устанавливаться новые прямоугольные задние фонари. Силовой агрегат для этой, достаточно тяжёлой машины, массой 2100 кг, предлагался один — восьмицилиндровый рядный 323.5 CID Spitfire, мощностью 135 л. с., комплектовавшийся МКПП M6 Presto-Matic. Стоимость Town & Country 2-Door Newport Hardtop 1950 модельного года составляла $4003. Всего было выпущено 700 экземпляров. Параллельно хардтопу Town & Country в линейке Royal в 1950 году выпустили универсал Royal Town & Country, стоимостью $2734. На рынке было реализовано 599 таких универсалов с рядным шестицилиндровым двигателем Chrysler 250.6 CID Spitfire, мощностью 116 л. с. и 3-ступенчатой механической коробкой передач. За дополнительные $26 можно было заказать универсал с трансмиссией Fluid Drive, а за $95 — с Presto-Matic.
|                                                                         |                                                                                   |                                                                                      |                                                                                     |                                                                                   |
| Интерьер салона кабриолета Chrysler Town & Country 1949 модельного года | Кабриолет Chrysler Town & Country 1949 модельного года — вид сзади в три четверти | Кабриолет Chrysler Town & Country 1949 модельного года — вид сзади с поднятым верхом | Кабриолет Chrysler Town & Country 1949 модельного года — вид спереди в три четверти | Хардтоп Chrysler Town & Country 1950 модельного года — вид спереди в три четверти |

## Второе поколение
1951 год, был первым послевоенным годом, когда Chrysler Town & Country возобновили выпуск в кузове универсал (если не учитывать универсалы 1950 года, выпущенные в модельном ряду Royal, упразднённом в 1951 модельном году) и прекратили отделку кузова панелями, имитирующими дерево. Как отдельная линия Chrysler Town & Country перестал существовать, был прекращён выпуск двухдверного хардтопа появившийся в линейке 1950 года. Универсал Town & Country присутствовал в линейке Windsor, Saratoga и New Yorker. Chrysler Windsor Town & Country выпускался с кузовом четырёхдверный универсал (C-51), всего, за 1951 и 1952 год, было выпущено 3965 экземпляров данной модели стоимостью $3063. На модель устанавливался рядный шестицилиндровый двигатель Spitfire, устанавливавшийся на Town & Country ещё с 1941 года, мощностью 116 л. с. В отделке салона использовалась винилискожа, резиновое напольное покрытие в переднем отделении универсала, заднее отделение с ковровым покрытием, указатели поворота, электрические часы, двухскоростные электрические стеклоочистители. Гидравлические усилители тормозов стали частью стандартной комплектации.
Chrysler Saratoga Town & Country предлагался по цене $3681. При аналогичной отделке салона Windsor Town & Country на Saratoga Town & Country и New Yorker Town & Country устанавливалась трансмиссия Presto-Matic и новый V-образный двигатель с восемью цилиндрами, использующих полусферическую камеру сгорания — «FirePower» («Огненная мощь»), имевший полезный объём 5,4 литра мощностью в 180 л. с. (134 кВт). New Yorker Town & Country получил в базовой комплектации откидывающийся подлокотник задних сидений. В отличие от универсалов Windsor и Saratoga, с колёсной базой 125,5 дюйма, у New Yorker Town & Country колёсная база составляла 131,5 дюйма, а его длина — 215,2 дюйма, превышала аналогичный показатель у остальных универсалов компании на 5,4 дюйма. Тот факт, что универсалы впервые в тот год оснащались V-образным восьмицилиндровым двигателем отражался во внешнем оформлении Saratoga и New Yorker — на капоте моделей размещалась большая V-образная эмблема. New Yorker Town & Country был выпущен в количестве всего 251 экземпляр по цене в $4026. Общее количество универсалов Chrysler Town & Country, поставленных дилерам составило 2536.
В 1952 году отделка салона, используемые двигатели были аналогичны 1951 году, а модельный ряд уменьшился, за счёт прекращения выпуска New Yorker Town & Country. Небольшие изменения претерпела форма задних фонарей и внешних хромированных планок, а мощность рядного двигателя Spitfire повысилась до 119 л. с. Стоимость Chrysler Windsor Town & Country составляла $3063, универсалов Saratoga — $3568. За 1951 и 1952 годы было произведено 1299 Saratoga Town & Country. Опционально предлагался гидроусилитель руля за $199, радио — $90 и система кондиционирования (по сути — отопитель салона) за $70.
Модельный ряд Chrysler Town & Country 1953 года в очередной раз изменился — модели Saratoga были удалены из модельного ряда Chrysler, был возвращён в линейку New Yorker Town & Country (его колёсная база и комплектация была аналогичной Saratoga 1952 года). Главным внешним отличием моделей 1953 года было использование цельного лобового стекла. На рынок было представлено 1242 модели Windsor Town & Country и 1399 New Yorker Town & Country по цене $3289 и $3933 соответственно. С июня 1953 года на все модели New Yorker Town & Country стала устанавливаться PowerFlite — двухскоростная автоматическая коробка передач, вместо полуавтоматической Fluid Drive. Стандартной комплектацией Windsor Town & Country была трёхскоростная МКП, опционально предлагались к установке АКП, радио, электрические стеклоподъёмники, усилитель руля и тонирование лобового стекла.
В 1954 году модели Town & Country прошли очередной рестайлинг, состоявший из изменений в форме решетки радиатора, отделке салона и задних фонарей, мощность V-образного FirePower была повышена до 195 л. с. Модели Chrysler Town & Country предлагались в линейке Windsor DeLuxe (С-62) и New Yorker (С-63-1). Морально устаревший облик модельного ряда привёл к резкому падению продаж — Chrysler New Yorker Town & Country, стоимостью $4024 было продано всего 650 (падение продаж составило 53,5 %), Chrysler Windsor DeLuxe Town & Country (ранее продававшихся как Chrysler Windsor Town & Country) дилеры реализовали на 47,7 % меньше — только 650 экземпляров по цене $3321.
| |                                                                                 |                                                        |                                                                                 |                                                                                      |
| V-образная эмблема на капоте Chrysler New Yorker 1951 модельного года с V-образным восьмицилиндровым двигателем | Chrysler Windsor Town & Country 1952 модельного года — вид сзади в три четверти | Chrysler New Yorker 1953 модельного года — вид спереди | Chrysler Windsor Town & Country 1953 модельного года — вид сзади в три четверти | Chrysler New Yorker Town & Country 1954 модельного года — вид спереди в три четверти |

1955 год был знаковым для Chrysler — было представлено новое стилевое решение оформления автомобилей — «The New 100-Million Dollar Look» («Новый облик в 100 миллионов долларов»), разработанное Вирджилом Экснером в рамках программы «Forward Look» («Взгляд вперёд»). Количество линеек продуктов сократилось до двух — Chrysler Windsor DeLuxe и Chrysler New Yorker DeLuxe, к установке предлагались только V-образные двигатели FirePower, мощностью 188 и 250 л. с. Chrysler Windsor DeLuxe Town & Country предлагался покупателям под слоганом «Такой большой, такой новый, такой быстрый… так легко купить!» («So big, so new, so smart … so easy to buy!»), а Chrysler New Yorker DeLuxe — «Сила лидерства — твоя» («The power of leadership is yours»). Ветровое стекло приобрело более обтекаемую форму, задние фонари увеличились в размере и были встроены в хромированный корпус, который начинался в верхней части заднего крыла и опускался в сторону бампера. Новинкой была, получившая широкую известность, система переключения передач, установленная на приборной панели для автоматической коробки передач Powerflite. В отделке радиаторной решётки, боковин, окантовке оконных рам увеличилось количество хромированных деталей. Новый дизайн привлёк покупателей — продажи Chrysler Windsor DeLuxe Town & Country выросли в 2 раза до 1983 автомобилей по цене $3332, количество реализованных New Yorker DeLuxe Town & Country — 1036 при цене $4209. В качестве опций предлагались кондиционеры Air-Temp по цене $570 и электрическая регулировка сидений по цене $71.
После кардинальной смены стиля 1955 года в 1956 модельном году был проведён фейслифтинг — изменена решётка радиатора и форма задних фонарей, электрическая система стала 12-вольтовой, что было новинкой для моделей Chrysler. Оригинальными опциями 1956 года был проигрыватель Highway Hi-Fi, располагавшийся под приборной панелью и электрические часы на руле. Из названия моделей было убрано слово DeLuxe и модели универсалов теперь назывались Chrysler Windsor Town & Country (С-71) и Chrysler New Yorker Town & Country (С-72). Несмотря на некоторое снижение спроса на остальные модели, Town & Country показали рост продаж 2700 универсалов Windsor и 1070 New Yorker. Windsor Town & Country предлагался по базовой цене $3598 с двигателем Spitfire мощностью 225 л. с. (за отдельную плату можно было заказать 331 CID Spitfire Power мощностью 250 л. с.), а Chrysler New Yorker Town & Country продавался за $4523 c 280-сильным двигателем FirePower. Масса универсалов Windsor составляла около 1946 кг, а New Yorker — 2023 кг.
|                                                                                      |                                                                  |                                                                                    |                                                                                   |                                                                                 |
| Chrysler New Yorker Town & Country 1955 модельного года — вид спереди в три четверти | Chrysler Windsor Town & Country 1955 модельного года — вид сзади | Chrysler New Yorker Town & Country 1955 модельного года — вид сзади в три четверти | Chrysler Windsor Town & Country 1956 модельного года — вид спереди в три четверти | Chrysler Windsor Town & Country 1956 модельного года — вид сзади в три четверти |

Очередное обновление стиля 1957 года в духе «Forward Look» сделало новые модели ещё более привлекательными для покупателей — панорамное лобовое стекло, выступающие плавники с острыми гранями, большая площадь остекления задней части салона, возросла мощность используемых двигателей. В 1957 году универсалы Chrysler Town & Country находились в модельном ряду Chrysler New Yorker и Chrysler Windsor. На рынок поставлялись только четырёхдверные универсалы 6-местной компоновки. В качестве опции предлагалась отделка интерьера винилискожей. Всего было выпущено на заводах в Детройте и Лос-Анджелесе 2035 универсалов Chrysler Windsor Town & Country и 1391 экземпляр Chrysler New Yorker Town & Country. Исключительно Chrysler New Yorker Town & Country 1957 модельного года комплектовались безопасными шинами Captive-Aire, позволяющими продолжать движение после прокола шины.
В 1958 году модели прошли небольшой редизайн — были обновлены решётка радиатора и бампера, повышена мощность устанавливаемых двигателей, в качестве опции появился круиз-контроль — «Auto-Pilot cruise control», впервые внедрённый в серию в автомобильной промышленности. Модели стали предлагаться в шести- и девятиместной компоновке (задние кресла располагались против движения). Модели Chrysler Windsor Town & Country стали использовать 122-дюймовую колёсную базу, компоновка и комплектация моделей была аналогична универсалам Dodge и DeSoto. Шестиместный Windsor Town & Country (45A) стоил $3616, а девятиместная модификация (45В) — $3803. Была продана 791 шестиместная модель и 862 девятиместные. Колёсная база New Yorker Town & Country была 126 дюймов. Стоимость шестиместной модели New Yorker Town & Country(45A) составляла $4868, а девятиместной (45В) — $5083. Дилерами было реализовано 428 шестиместных моделей и 775 девятиместных. Масса универсалов Windsor 1958 модельного года составляла около 1926 кг, а модели New Yorker были традиционно тяжелее — 2016 кг.
Модели Chrysler 1959 года использовали ту же базовую конструкцию кузова, что и версии 1957-58 гг., но формы и внешняя отделка были искусно изменены, чтобы придать автомобилю новый облик. Решётка радиатора представляла собой горизонтальные хромированные линии, нижняя часть которых захватывала боковины крыльев. Форма и размер бамперов стали заметно различаться. Все модели получили V-образный двигатель с восемью цилиндрами, использующих полусферическую камеру сгорания нового поколения — «Golden Lion» («Золотой лев»). Наименование модельных рядов и модификации остались аналогичными 1958 году. В базовой комплектации всех универсалов входили 14-дюймовые колёса с вайтволлами. Windsor Town & Country (576) в шестиместной комплектации предлагался по цене $3691, в девятиместной (577) — $3878, было реализовано 992 и 751 модель соответственно. Стоимость шестиместной модели New Yorker Town & Country (578) составляла $4997, а девятиместной (579) — $5212. Дилерами было реализовано 444 шестиместные модели и 564 девятиместных. Стандартной комплектацией Windsor Town & Country была трёхскоростная МКП с 383 CID Golden Lion мощностью 305 л. с., опционально предлагались к установке АКП TorqueFlite automatic и восьмицилиндровый двигатель мощностью 325 л. с.
|                                                                  |                                                                                    |                                                                     |                                                                                   |                                                                                 |
| Chrysler Windsor Town & Country 1957 модельного года — вид сбоку | Chrysler New Yorker Town & Country 1958 модельного года — вид сзади в три четверти | Chrysler New Yorker Town & Country 1958 модельного года — вид сбоку | Chrysler Windsor Town & Country 1959 модельного года — вид спереди в три четверти | Chrysler Windsor Town & Country 1959 модельного года — вид сзади в три четверти |

## Третье поколение
В 1960 году Chrysler перешёл во всех своих моделях (за исключением Imperial) от традиционной рамной конструкции к «Unit-body» — жёстко объединённый с рамой полунесущий кузов. При проектировании конструкции моделей 1960 года Chrysler, первым из автомобильных компаний, использовал компьютеры. Особое внимание было уделено антикоррозийной обработке — была введена многоступенчатая система защиты от ржавчины, включающая в себя серию из шестикратного распыления антикоррозийного консерванта, семи погружений в химические ванны и нанесения четырёх слоёв краски для предотвращения ржавчины в наиболее подверженных коррозии местах. Результатом этих нововведений стало повышение прочности автомобиля с одновременным снижением шумности. Стилистически Town & Country развивался в 1960 модельном году в рамках дизайна 1957-59 гг. — хвостовые плавники стали крупнее и находились под углом к корпусу. Эмблема в виде золотого льва располагалась в центре трапециевидной решетки, нижняя часть которой повторяла форму широкого V-образного бампера, изгибавшегося вверх по краям. Выступ над сдвоенным блоком фар продолжался с возвышением вдоль линии корпуса и переходил в «задние стабилизаторы». Windsor Town & Country (PC-1 46) с колёсной базой 122 дюйма, в шестиместной комплектации предлагался по цене $3733, в девятиместной (PC-1 46) — $3814, было реализовано 1120 и 1026 экземпляров каждой модели. Стоимость шестиместной модели New Yorker Town & Country (PC-3 46), с колёсной базой 126 дюймов, составляла $5022, а девятиместной (PC-3 46) — $5131; были выпущены 624 шестиместные модели и 671 девятиместная. Опционально предлагались шестипозиционные сиденья с электрическим приводом регулировки, а также зеркала заднего вида с автозатемнением.
Модельный ряд Town & Country 1961 года претерпел очередные изменения — место универсалов Windsor Town & Country заняли Newport Town & Country, расположившиеся в нижнем ценовом сегменте Chrysler (Windsor заменили в среднеценовом ряду модели Saratoga, выпуск которых прекратился). Сдвоенные фары, обрамляющие решетку в форме перевернутой трапеции, располагались под углом над прямым передним бампером. Выступы на дверях получили более плоские сглаженные формы. Это был последний год у моделей Town & Country, когда в экстерьере применялись плавники. Особенностью оформления Newport Town & Country были горизонтальные линии в решетке и хромированный молдинг, вытянувшийся вдоль боковин и по передней двери и, с подчеркнутым изгибом, уходивший к задним крыльям. New Yorker Town & Country дополнительно получили семь вертикальных полос на решётке, девять хромированных вырезов в низу заднего крыла и хромированную отделку порогов и колёсных арок. В 1961 году было выпущено 1832 шестиместных (858) и 1571 девятиместный (859) универсал Newport по цене $3543 и $3624, соответственно. Моделей New Yorker Town & Country, по цене $4766 (шестиместная конфигурация) и $4873 (с тремя рядами сидений) было реализовано 676 и 760 универсалов.
|                                                                                      |                                                                                    |                                                                           |                                                                                   |                                                                                 |
| Chrysler New Yorker Town & Country 1960 модельного года — вид спереди в три четверти | Chrysler New Yorker Town & Country 1960 модельного года — вид сзади в три четверти | Chrysler New Yorker Town & Country 1960 модельного года — интерьер салона | Chrysler Newport Town & Country 1961 модельного года — вид спереди в три четверти | Chrysler Newport Town & Country 1961 модельного года — вид сзади в три четверти |

В 1962 году Town & Country лишились плавников, вместо которых появился горизонтальный выступ, интегрировавшийся с новой задней дверью и тонкими задними фонарями. Изменилась форма заднего бампера — он стал уже и меньшего размера. Chrysler Newport Town & Country получили сетчатую решётку с прямоугольной эмблемой на водительской стороне, новый тонкий молдинг во всю длину универсала и три маленькие короны, а также контрастно выделенные над бампером передние крылья с надписью Chrysler. Модели New Yorker получили стильную четырёхсегментную решётку, аналогичную Chrysler 300, крупную надпись New Yorker на передних крыльях, молдинги по верхним рёбрам крыльев. Стандартный двигатель Chrysler Newport остался прежним, а New Yorker получили обновлённый мотор, переименованный в FirePower 340, что отражало его возросшую на 10 л. с. мощность, также был доступен 413 RB объёмом 6,8 литра и мощностью 380 л. с. за $486. Автоматическая коробка передач с овердрайвом TorqueFlite получила новый алюминиевый корпус, это позволило увеличить пространство для ног. Устанавливаемые на моделях 1962 года вентилятор двигателя, радиатор и стартер были более эффективными и легче по весу, также на Town & Country ставились усиленные, в сравнении с седанами, торсионы и амортизаторы. Особо отмечались новые герметичные компоненты подвески, не нуждающиеся в смазке на протяжении 32 000 миль. Коробка предохранителей была перемещена в бардачок для облегчения обслуживания и имела съемную крышку. Рынок показал значительный рост продаж, так, были реализованы 3271 шестиместный и 3263 девятиместных Newport Town & Country по цене $3478 и $3576. Универсалов New Yorker было реализовано 728 в шестиместной конфигурации по цене $4766, а в девятиместной — 793 с базовой ценой в $4873.
Для 1963 модельного года дизайн Chrysler Town & Country был полностью переработан. По сути, от моделей предыдущего года остались несколько стилевых штрихов в виде базовой формы решётки и крыши универсала. Решётка была прямой сверху, чтобы лучше соответствовать новому капоту, и под ней был новый бампер. Горизонтально расположенные спаренные фары в хромированных корпусах выпирали на крыльях, задние фонари были заменены на большие круглые блоки. Формы приобрели большую плоскостность. Обновлена отделка внутренних панелей и дизайна обивки, электролюминесцентный приборный блок AstroDome, заменили традиционной плоской приборной панелью. 122-дюймовая колёсная база в 1963 году использовалась как для Newport, так и для New Yorker Town & Country. Объём багажного отделения сократился до 2600 литров, а в отделке пола у Newport применили линолеум, а у New Yorker — ковровое покрытие. Для привлечения покупателей давалась 5-летняя гарантия или 50 000 миль пробега (в зависимости от того, что наступит раньше), это было новинкой рынка, так как в то время традиционной был гарантия на 6 месяцев и 6 000 миль пробега. Chrysler построил 3618 шестиместных Newport Town & Country и 2948 девятиместных версий. Производство New Yorker Town & Country увеличилось до 950 и 1244. Стоимость универсалов Newport составляла $3478 и $3576, New Yorker — $4708 и $4815
1964 год был последним для полноразмерных универсалов-хардтопов Town & Country. Облик автомобилей претерпел очередные изменения — новая форма переднего бампера, отделки радиаторной решётки и блока передних фар, ромбовидная форма задних фонарей. Технические характеристики моделей остались прежними, расширился список опций, таких как AM/FM-радио, руль с изменяющимся в семи позициях углом наклона ($157), регулируемые подголовники. Производство продолжало расти, как Chrysler реализовал 3720 шестиместных и 3041 девятиместных Newport Town & Country, 1190 шестиместных и 1603 девятиместных New Yorker Town & Country за 1964 год.
|                                                                                   |                                                                                   |                                                                                              |                                                                                    |                                                                                      |
| Chrysler Newport Town & Country 1962 модельного года — вид спереди в три четверти | Chrysler Newport Town & Country 1963 модельного года — вид спереди в три четверти | Chrysler New Yorker Town & Country 1964 модельного года — приборная панель и интерьер салона | Chrysler New Yorker Town & Country 1964 модельного года — вид сзади в три четверти | Chrysler New Yorker Town & Country 1964 модельного года — вид спереди в три четверти |

## Четвёртое поколение
Town & Country 1965 модельного года стилистически приблизились к моделям, выпускавшимся другими американскими автопроизводителями. Прямые линии и резкие грани нового стиля, получившего название «Glasshouse Look» («Стеклянный дом») из-за большого объёма остекления и тонких рамок, разработанного Элвудом Энгелем, внедрялись на новой платформе Chrysler C. Универсалы Town & Country строились на 121-дюймовой колёсной базе. Основным внешним различием Newport (С56 и С57) и New Yorker (С76 и С77) была различная форма оформления радиаторной решётки (у моделей New Yorker Town & Country были хромированные прямоугольные рамки для фар с прозрачными крышками) и отсутствие у Newport Town & Country молдингов колесных арок. Задняя дверь откидывалась и создавала ровную удобную площадку для погрузки. Объём грузового отделения — 2750 литров, а у шестиместных моделей добавлялся закрываемый отсек объёмом 280 литров. Для Newport Town & Country предлагался новый двигатель Firebolt, мощностью 270 л. с. с 3-ступенчатой механической коробкой передач, опционально можно было, за $270, выбрать 4-ступенчатую механическую или автоматическую коробку передач Torqueflite. Двигатель и трансмиссия у New Yorker остались прежними. Newport Town & Country в шестиместной комплектации предлагался по цене $3521, в девятиместной — $3629, было реализовано 4683 и 3738 универсалов соответственно. Стоимость шестиместной модели New Yorker Town & Country составляла $4827, а девятиместной (579) — $4935. Дилерами было реализовано 1368 автомобилей с двумя рядами сидений и 1697 — с тремя рядами сидений.
В 1966 году Town & Country вновь стал отдельной линейкой Chrysler, при этом находившейся в ограничениях, накладываемых модельным рядом Newport. Оформление и комплектация универсалов осталась аналогичной моделям Newport — была обновлена решётка радиатора, на крыле установлены поворотники, эмблемы «Town & Country» были прикреплены перед задним бампером. Модели 1966 года показали успешный рост продаж — на 15 % в сравнении с 1965 годом. Было продано 9035 шестиместных универсалов (CL45) по цене $4086 и 8567 с тремя рядами сидений (CL46), стоимостью $4192. Кроме стандартного 270-сильного восьмицилиндрового двигателя можно было выбрать FirePower 383 XP, мощностью 325 л. с. с механической ($34) или автоматической коробкой передач ($256), FirePower 440 TNT, мощностью 365 л. с. ($335).
Для 1967 модельного года Town & Country был произведён фейслифтинг — обновились радиаторная решётка и бамперы, грани крыльев значительно выступили перед решёткой радиатора, боковины кузова получили вогнутую форму. Оформление горизонтально расположенных фар в выступающих хромированных корпусах стилистически близко к моделям 1963 года. Новые «трёхъярусные» задние фонари располагались на задней двери (дизайн которой также было обновлён) и выступающем киле. Новыми элементами безопасности стали энергопоглощающая рулевая колонка и двухконтурная тормозная система. В базовую комплектацию входили: полностью виниловое переднее сиденье со складывающимся центральным подлокотником, приборная панель с имитацией отделки древесиной грецкого ореха, ковровая обшивка задней двери и пола багажного отделения, трёхскоростные стеклоочистители, габаритные огни, электрические часы, дистанционное управление левого наружного зеркала заднего вида и правое наружное зеркало, стекло задней двери с электроприводом, автоматическая трансмиссия Torqueflite, усилитель руля, усилитель передних дисковых тормозов, полноразмерное запасное колесо. К установке предлагались 270-сильный восьмицилиндровый FirePower 383, FirePower 383 XP, мощностью 325 л. с. ($35) и двигатель FirePower 440 TNT, мощностью 375 л. с. ($164). Дилерами Chrysler было реализовано 7123 шестиместных универсала (СЕ45 по цене $4195) и 7520 девятиместных (СЕ46 по цене $4299).
В 1968 году оформление передней части моделей Town & Country стало аналогичным Newport, вновь вернулась отделка кузова панелями, имитирующими древесину, возросла мощность используемых двигателей. В рекламном слогане модель 1968 года описывалась как «универсал, вобравший в себя роскошь, о которой другие могут только мечтать. Вот почему это просто самый элегантный универсал в городе. Или стране» («This one musters up the kind of luxuries most other wagons can only dream of. Which is why it’s simply the most elegant wagon about town. Or country.»). Мощность предлагаемых к установке двигателей возросла одновременно с ростом стоимости этой опции FirePower 383—290 л. с., FirePower 383 XP — 330 л. с. ($68), FirePower 440—350 л. с. ($164) и FirePower 440 TNT — 375 л. с. ($198). Был продан 22 141 универсал — 9908 с двумя рядами сидений (СЕ45 по цене $4418) и 12 233 с тремя рядами сидений (СЕ46 по цене $4523)
|                                                                         |                                                                           |                                                                           |                                                            |                                                                           |
| Chrysler Town & Country 1966 модельного года — вид сзади в три четверти | Chrysler Town & Country 1966 модельного года — вид спереди в три четверти | Chrysler Town & Country 1967 модельного года — вид спереди в три четверти | Chrysler Town & Country 1967 модельного года — вид спереди | Chrysler Town & Country 1968 модельного года — вид спереди в три четверти |

## Пятое поколение
Дизайн универсалов Town & Country 1969—1973 модельного годов разработан Элвудом Энгелем. «Fuselage Styling» («Стиль фюзеляжа», «Фюзеляж дизайн»), реализованный во всём модельном ряду полноразмерных автомобилей Chrysler, визуально появлялся в слегка выпуклых боковинах кузова, завышенной линии корпуса и утопленных боковых окнах, выгнутых аналогично кузову. За исключением зеркал заднего вида и дверных ручек, на кузове автомобиля не было никаких дополнительных элементов, а бамперы были интегрированы в переднюю и заднюю части кузова. В сравнении с моделями 1965—1968 гг. уменьшалась площадь остекления.
В 1969 году Chrysler Town & Country вновь стал полноценной линейкой в модельном ряду Chrysler. Оформление решётки радиатора с интегрированным бампером было аналогично моделям New Yorker. Ветроотражатель в виде аэродинамического профиля был интегрирован с кузовом и позволял уменьшить загрязнение задней двери и не допустить проникновения выхлопных газов в салон при поездке с открытыми окнами. На боковины кузова и заднюю дверь наклеивалась виниловая плёнка, которую можно было удалить, цвета бразильского розового дерева, имитирующая стиль Town & Country 1941—1950 гг. Объём багажного отделения достигал 2640 литров, а у моделей с двумя рядами сидений увеличивался на 280 литров за счёт закрывающейся ниши в полу салона, в зоне колёсных арок также имелись ниши для хранения. У Town & Country продолжала использоваться 122-дюймовая колёсная база, ширина передней колеи 1577 мм, а задняя была расширена до 1610 мм. Стандартная комплектация была схожей с моделями предыдущего года. Одной из интересных опций 1969 года был пакет информирования водителя и пассажиров, предупреждавший о необходимости пристегнуть ремни безопасности, открытой двери и невыключенных фарах. Кроме стандартного 290-сильного двигателя опционально мог быть заказан любой из устанавливавшихся в тот год на полноразмерные автомобили марки. Всего было реализовано 24 516 Town & Country (10 108 с двумя рядами сидений и 14 408 — с тремя), что более чем на 10 % превышало продажи 1968 года. Шестиместные универсалы (CP45) продавались по цене $4583, а девятиместные (СР46) стоили $4669.
Изменения в облике Chrysler Town & Country 1970 года были аналогичны New Yorker. Изменениям подверглась решётка радиатора — её выступающая центральная часть теперь начиналась под углом к рамам фар, так же изменилась её хромовая отделка. Отделка экстерьера хромированными молдингами и виниловой плёнкой, имитирующей бразильский орех осталась и занимала большую площадь за счёт изгиба вниз за вторыми дверьми. Эмблема «Town & Country» переместилась назад, а указатели поворота теперь устанавливались на передние крылья. Задняя дверь, так же как и в 1969 году, могла открываться в двух направлениях — вниз и влево, что облегчало как погрузочные работы, так и посадку пассажиров третьего ряда сидений. В рекламе Chrysler отмечалось, что Town & Country может везти лист фанеры 4 x 8 футов, уложенный на пол багажного отделения, с закрытой задней дверцей. Технические изменения были направлены на улучшение потребительских свойств, таких как звукоизоляция. Была внедрена новинка — Torsion-Quiet Ride, снижавшая вибрации, за счёт установки резиновых уплотнителей в передней и задней подвеске. Дисковые тормоза стали частью стандартной комплектации, а двойная выхлопная система устанавливалась последний год на Town & Country. В варианте с двумя рядами сидений было продано 5686 универсалов, а с тремя — 9583. Стоимость Chrysler Town & Country в шестиместном исполнении (CP45) составляла $4738, а в девятиместном (CP46) — $4824.
Модели Chrysler Town & Country 1971 года получили очередной фейслифтинг — изменился рисунок радиаторной решётки, ободков фар и форма задних фонарей. в салоне была внедрена раздельная система кондиционирования, изменения в рулевом механизме и новые шины большего размера были направлены на повышение качества управления. В соответствии с требованиями экологического законодательства по уменьшению токсичности выхлопа, все новые автомобили должные ездить на неэтилированном бензине. Chrysler вынуждены были уменьшить степень сжатия, что привело к уменьшению мощности двигателей. В 1971 году в спецификации к автомобилям в последний раз указывалась мощность двигателя брутто, использовавшаяся до установления федерального стандарта в 1972 году. Эта принятая североамериканскими автопроизводителями система измерения мощности двигателя, не оборудованного всеми вспомогательными, необходимыми для эксплуатации агрегатами, показывала мощность на 20 и больше % мощности двигателя нетто. Так, обновлённые двигатели Chrysler B 383 V8 с двухкамерным карбюратором стали выдавать мощность в 190 л. с. (275 л. с. по старой системе измерения мощности двигателя брутто — SAE gross rating method), Chrysler B 383 V8 с четырёхкамерным карбюратором — 240 (300), а Chrysler RB 440 V8 — 220 (335). Новыми опциями 1971 года стали стереомагнитофон и электрический подогреватель двигателя. Chrysler выпустил 5 697 Town & Country с двумя рядами сидений и 10 993 в варианте с тремя рядами.
В 1972 году прошло очередное обновление Town & Country в стилистических рамках «фюзеляж дизайн». Аналогично Chrysler New Yorker изменилась выштамповка на капоте, решётка радиатора, задние фонари. Указатель поворота переместился вниз под широкий молдинг, служивший границей для плёнки, имитирующей отделку деревянными панелями. Модернизированные задние фонари удлинили заднюю дверь, а отделка задней двери виниловой плёнкой уменьшилась по высоте до размеров корпусов фонарей. Задние колёса стали прикрываться щитками, входящими в стандартную комплектацию. Количество предлагаемых двигателей сократилось до двух — стандартным стал Chrysler B 400 V8 мощностью 190 л. с., а Chrysler RB 440 V8 с четырёхкамерным карбюратором мощностью 225 л. с. предлагался за дополнительную плату. Производство Town & Country увеличилось до 6473 в шестиместной компоновке (HCP45) по цене $5055 и до 14116 в девятиместной (HCP46) стоимостью $5139.
Изменения 1973 года значительно отразились на облике Town & Country. Федеральный стандарт безопасности транспортных средств США № 215 требовал, чтобы бамперы автомобилей 1973 модельного года должны быть достаточно прочными, чтобы предотвратить повреждение фар, задних фонарей, компонентов топливной системы и других элементов безопасности после лобового удара на скорости 5 миль в час и ударов в заднюю часть автомобиля на скорости 2,5 мили в час. Автомобили, спроектированные в стиле «фюзеляж дизайн» не предполагали выступающих бамперов. Для выполнения требования законодательства на модели Chrysler стали устанавливаться отдельные бамперы с выступающими, соответствующими требованиям стандарта. Решётка радиатора стала более массивной и увеличилась в вертикальной проекции. Фары были установлены в разделенных прямоугольных хромированных рамках, прилегающих к решетке. В варианте с двумя рядами сидений было продано 5353 универсалов, а с тремя — 14687. Стоимость Chrysler Town & Country в шестиместном исполнении (CP45) составляла $5241, а в девятиместном (CP46) — $5366.

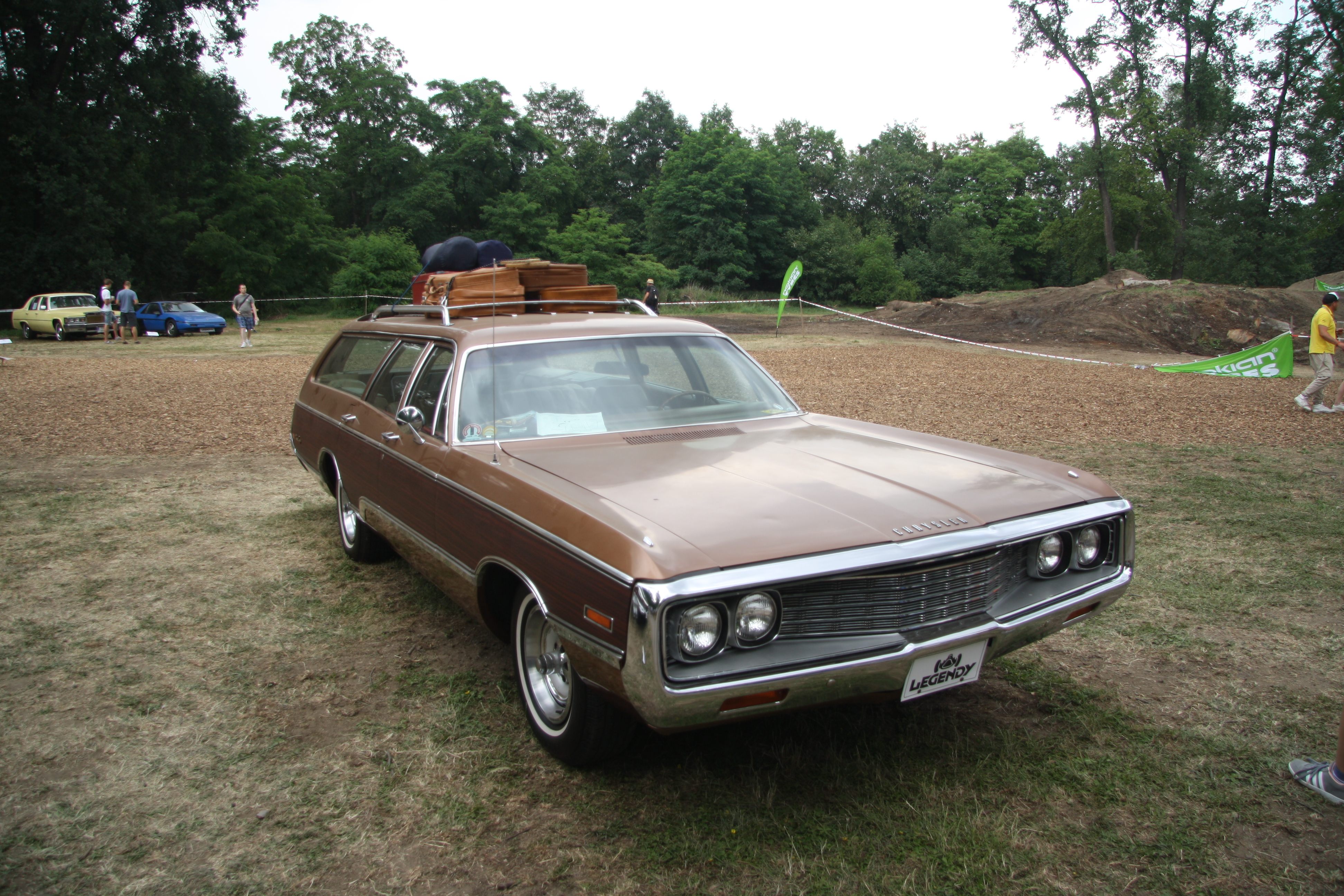
Chrysler Town & Country 1970 модельного года — вид спереди в три четверти
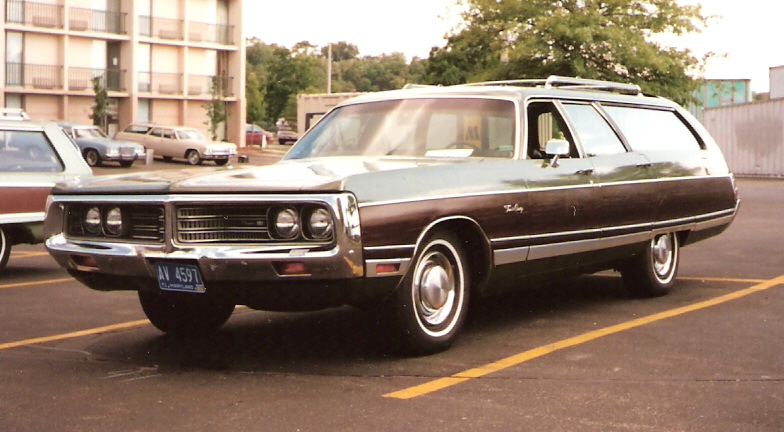
Chrysler Town & Country 1972 модельного года — вид спереди в три четверти
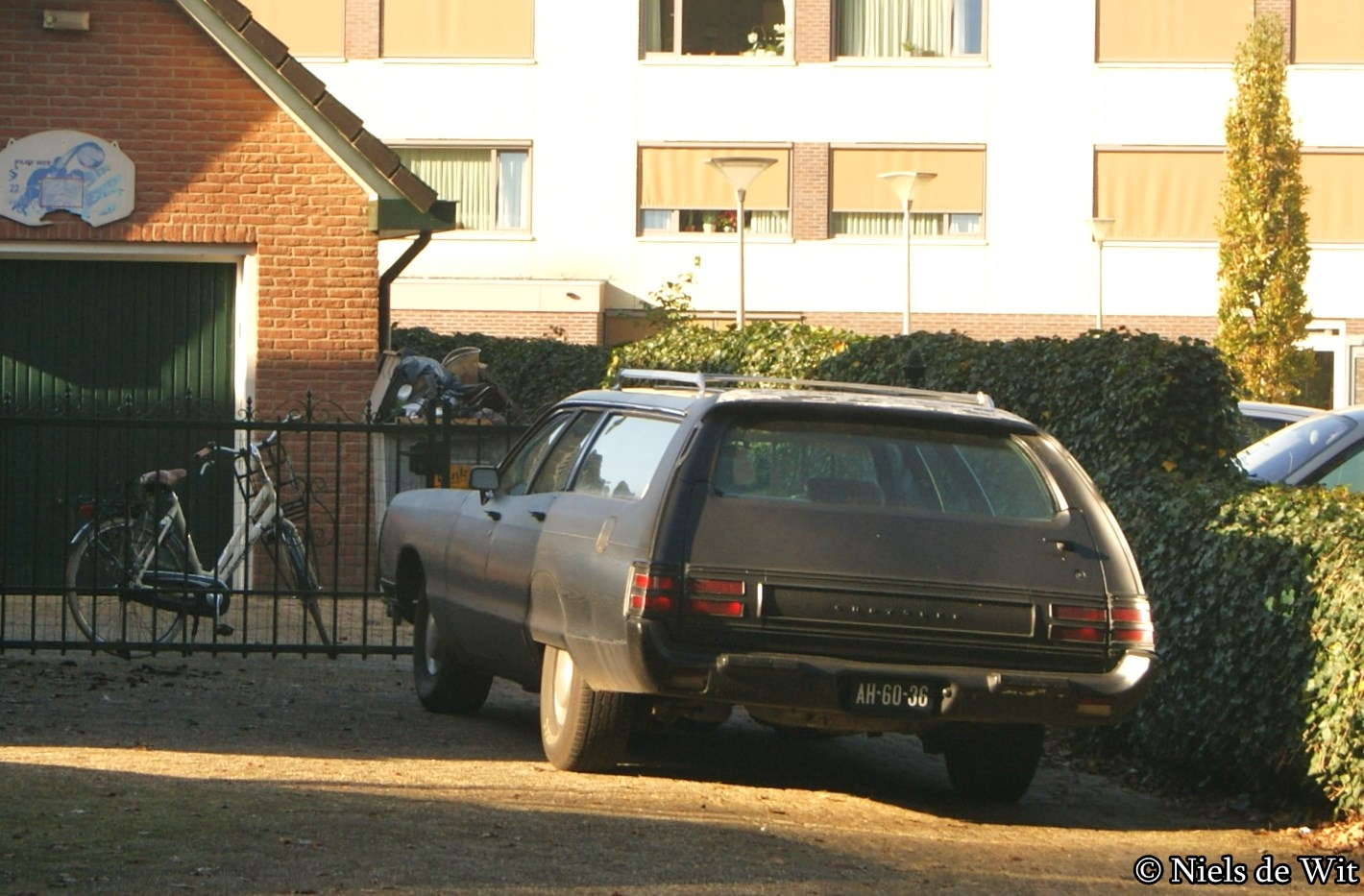
Chrysler Town & Country 1972 модельного года — вид сзади

## Шестое поколение
Chrysler Town & Country в новом дизайне дебютировал в 1974 году с более квадратными окнами и большей площадью остекления. Колесная база была увеличена до 124 дюймов, передняя колея увеличилась до 64 дюймов, а длина возросла и составила 224,7 дюйма. Решётка радиатора стала доминантой в общем образе передней части автомобиля — она стала выше и массивней, по бокам от неё располагались прямоугольные хромированные панели фар. По бокам от них на выступающих передних кромках крыльев стояли указатели поворотов, бамперы был изменены в соответствии с требованиями безопасности. Боковины кузова и задняя дверь отделывались виниловой плёнкой, имитирующей панели из древесины грецкого ореха. Двигатель к установке предлагался только один — Chrysler RB 440 V8 с четырёхкамерным карбюратором мощностью 230 л. с. с трёхступенчатой автоматической коробкой передач TorqueFlite. Нефтяной кризис 1973 года сказался на объёмах продаж Town & Country. Всего было продано 8194 универсала — 2236 шестиместных (CP45) за $5532 и 5958 девятиместных (CP46) по цене $5661.
Изменения у Town & Country 1975 модельного года были минимальны. Радиаторная решётка, аналогичная Chrysler New Yorker Brougham, воздухозаборники в бампере — это все внешние изменения модели. В салоне стал применяться новый формованный стеклопластиковый потолок. В соответствии с требованиями экологического законодательства стал устанавливаться каталитический нейтрализатор. К установке, наряду с Chrysler RB 440 V8 215 л. с. в 1975 году предлагался Chrysler B 400 V8, мощностью 175 л. с. В ряду новых опций появился обогреватель заднего стекла. Объём продаж снизился — было реализовано 1891 шестиместных (CP45) и 4764 девятиместных (CP46) Chrysler Town & Country. Стоимость универсалов с двумя рядами сидений в базовой комплектации возросла до $6099, а с тремя рядами достигла $6244.
В 1976 модельном году Chrysler Town & Country, в сравнении с 1975 годом, практически не изменился. Мощность стандартного для модели Chrysler RB 440 V8 снизилась до 205 л. с. Нововведением была Chrysler Electronic Lean-Burn. Датчики под капотом автомобиля передавали компьютеру данные об оборотах двигателя, температуре охлаждающей жидкости и воздуха, вакууметрическом давлении, положении дроссельной заслонки и скорости происходящих изменений. Компьютер определял степень опережения зажигания, необходимую для соответствия изменяющимся условиям и максимальной производительности двигателя. Эта компьютеризированная система позволяла добиться не только снижения расхода топлива, но и вредных выбросов без применения катализаторов. Был продан 1271 шестиместный Town & Country по цене $6084 и 3227 девятиместных, стоимостью $6244.
1977 год был последним годом выпуска полноразмерных универсалов Town & Country. Внешнее оформление, базовые технические характеристики и салон остались аналогичными 1976 году. Мощность стандартного Chrysler RB 440 V8 снизилась из-за экологических ограничений до 195 л. с. Стоимость шестиместного универсала составляла $6461, девятиместного — $6647, было реализовано на рынке 1930 шестиместных Chrysler Town & Country и 5345 девятиместных. В 1977 году Chrysler Town & Country не продавались в Калифорнии.
|                                                                         |                                                                           |                                                          |                                                          |                                                                           |
| Chrysler Town & Country 1975 модельного года — вид сзади в три четверти | Chrysler Town & Country 1975 модельного года — вид спереди в три четверти | Chrysler Town & Country 1975 модельного года — вид сбоку | Chrysler Town & Country 1977 модельного года — вид сбоку | Chrysler Town & Country 1977 модельного года — вид спереди в три четверти |

## Седьмое поколение
Town & Country 1978 модельного года строились на новой среднеразмерной платформе Chrysler M в линейке Chrysler LeBaron. Колесная база уменьшилась со 124 до 112,7 дюймов, длина сократилась до 202,8 дюйма. В сравнении с полноразмерной моделью предыдущего года, новый Chrysler LeBaron Town & Country (FH-45) весил на 1000 фунтов меньше. Запасное колесо располагалось под полом грузового отделения, а задняя дверь теперь поднималась вверх и удерживалась газовыми упорами. В 1978 году на рынке была представлена только шестиместная модификация, которая с оптимизмом была принята потребителями — было продано 21 504 Chrysler LeBaron Town & Country. Стоимость Chrysler LeBaron Town & Country в базовой комплектации в 1978 году составляла $5672, с опциональным восьмицилиндровым двигателем Chrysler LA 318 — $5816. В качестве полезной опции предлагался ветроотражатель для задней двери универсала, способствующий снижению загрязнения заднего стекла, алюминиевые диски и багажник на крышу. Сиденья с отделкой винилискожей, резиновые накладки на передний и задний бамперы входили в базовую комплектацию.
Автомобили 1979 модельного года технически, а также во внешней и внутренней отделке были аналогичны Chrysler LeBaron Town & Country 1978 года. В 1979 году было продано 17 463 Chrysler LeBaron Town & Country. Стоимость в базовой комплектации составляла $5955 с шестицилиндровым Chrysler 225 и $6191 с Chrysler LA 318 с автоматической трансмиссией TorqueFlite.
Для 1980 модельного года Chrysler LeBaron Town & Country получили рестайлинг, затронувший капот, передний и задний бамперы, указатели поворота по низу передних крыльев. Решётка радиатора изменила форму и выдвинулась вперёд — её вид с закреплённой эмблемой Chrysler стилистически был близок к оформлению у Mercedes-Benz. В 1980 году было реализовано 6074 Chrysler LeBaron Town & Country по цене $6894 с Chrysler 225 и $7124 с восьмицилиндровым двигателем. Также покупателям предлагалась базовая версия универсала Chrysler LeBaron (FM-45) без отделки, имитирующей панели из древесины ясеня обыкновенного. Таких моделей было реализовано в 1980 году 1865 экземпляров по цене от $6305 (с рядным шестицилиндровым Chrysler 225 и четырёхступенчатой ручной коробкой передач) до $6535 (с двигателем Chrysler LA 318). Для моделей 1980—1981 гг. были добавлены 9 вариантов окраски металлик.
В 1981 году было продано 3987 Chrysler LeBaron Town & Country и 2136 Chrysler LeBaron без отделки в стиле Town & Country. Стоимость Chrysler LeBaron в исполнении Town & Country составляла в 1981 модельном году $8008 с рядным шестицилиндровым Chrysler 225 и четырёхступенчатой ручной коробкой передач и $8070 с восьмицилиндровым двигателем Chrysler LA 318 объёмом 5,2 л. и автоматической трансмиссией TorqueFlite. В базовом исполнении стоимость универсалов составляла $7346 с двигателем Chrysler 225 и четырёхступенчатой ручной коробкой передач и $7408 с Chrysler LA 318.
|                                                                                   |                                                                                 |                                                                        |                                                                                     | |
| Сhrysler LeBaron Town & Country 1978 модельного года — вид спереди в три четверти | Chrysler LeBaron Town & Country 1978 модельного года — вид сзади в три четверти | Chrysler LeBaron Town & Country 1978 модельного года — интерьер салона | Chrysler LeBaron Town & Country 1978 модельного года — интерьер багажного отделения | Chrysler LeBaron Town & Country 1978 модельного года — подкапотное пространство с двигателем Chrysler LA 360 V8 |

## Восьмое поколение
Chrysler LeBaron Town & Country 1982 модельного года строились на новой переднеприводной платформе Chrysler K. Именно эта платформа позволила терпящей убытки компании вернуть своё место на рынке. 
«Навскидку, я не могу припомнить ни одного автомобиля в истории автомобильной промышленности, который так драматично позволил бы компании выжить»
, — говорил Дэвид Льюис на страницах The New York Times, историк автомобильной промышленности и профессор истории бизнеса в Университете Мичигана, 
«Ни одна компания не падала так низко, оказываясь в таком трудном положении, а затем завися практически от одного продукта, вернулась».
Автомобиль получил острые грани, большую наклонённую хромированную решётку радиатора. Отделка пластиком и виниловой плёнкой, имитирующими деревянные панели, были основными внешними отличиями модели. Объём багажного отделения составлял 1970 литров, задняя дверь поднималась вверх, а второй ряд сидений, складываясь, образовывал ровный пол, что облегчало погрузку и перевозку. Внешняя отделка моделей за 7 лет производства не претерпевала особых изменений. Стоимость универсала в стандартной комплектации составляла $9425. Стандартным для LeBaron Town & Country был 4-цилиндровый двигатель Mitsubishi G54B, объёмом 2,6 л. с двухкамерным карбюратором Mikuni. Было выпущено 7809 универсалов Chrysler LeBaron Town & Country (CP-45). С 1982 года модели LeBaron Town & Country стали предлагаться в версии отделки Mark Cross Package, отличавшейся обилием хромированных деталей, двойными подлокотниками у водителя и переднего пассажира, отделкой салона и руля кожей и винилом с эмблемами Mark Cross.
Стоимость универсала в стандартной комплектации в 1983 году составляла $9731, а в оптимальной, используемой в рекламе — $11040. На рынке было реализовано 10994 универсала и 1520 кабриолетов Chrysler LeBaron Mark Cross Town & Country. Цена кабриолета Chrysler LeBaron Town & Country составляла $15595, при том, что стоимость кабриолета Chrysler LeBaron Convertible (C55D) составляла $10995. Модели 1983 года получили обновлённый 4-цилиндровый двигатель Chrysler K 2.2 с системой электронного впрыска и увеличившейся мощностью с 84 до 96 л. с., также был форсирован двигатель Mitsubishi G54B до 101 л. с.
В 1984 году универсалы Chrysler LeBaron Town & Country (KCP-45) получили в качестве доступной опции новый турбированный четырёхцилиндровый двигатель, объёмом 2,2 л. мощностью 140 л. с., а его стоимость возросла до $9919. Стоимость кабриолета Chrysler LeBaron Town & Country с комплектацией салона от дизайнера Марка Кросса достигала $16495, тогда как обычный Chrysler LeBaron convertible продавался по цене $11595. Дилерами Chrysler было продано 1105 кабриолетов и 11578 универсалов.
Стоимость универсала Chrysler LeBaron Town & Country 1985 модельного года возросла до $10363 в базовой комплектации. Кабриолет Chrysler LeBaron Town & Country предлагался на рынке по цене $16994. В 1985 году прошло значительное снижение продаж, так кабриолетов Chrysler LeBaron Mark Cross Town & Country было продано только 595, а универсалов — 7711. К установке на выбор предлагались три 4-цилиндровых двигателя — Mitsubishi G54B, мощностью 101 л. с. и Chrysler K 2.2, мощностью 99 л. с. с системой электронного впрыска (стандартный для универсала) и его вариант с турбонаддувом (146 л. с.).
1986 год был последним, когда Chrysler выпускал кабриолет Chrysler LeBaron Mark Cross Town & Country стоимостью $17606. На рынке был реализован 501 кабриолет. 6493 универсала были проданы при цене в базовой комплектации — $11235.
Универсал Chrysler LeBaron Town & Country в 1987 году предлагался дилерами Chrysler по цене $12019. Произошло очередное снижение спроса на модель — до 5880 автомобилей. Линейка двигателей — Mitsubishi G54B, мощностью 100 л. с. и Chrysler K 2.2, мощностью 97 л. с., а, также, варианты отделки оставались неизменными.
В последний год продаж универсалов на платформе Chrysler K стоимость Chrysler LeBaron Town & Country начиналась от $12889 с четырёхцилиндровым 96-сильным двигателем и автоматической коробкой передач. Всего 2136 универсалов Chrysler LeBaron Town & Country было продано через дилерскую сеть компании.
|                                                                                   |                                                                                 |                                                                            |                                                                                   |                                                                                   |
| Сhrysler LeBaron Town & Country 1982 модельного года — вид спереди в три четверти | Chrysler LeBaron Town & Country 1983 модельного года — вид сзади в три четверти | Кабриолет Chrysler LeBaron Town & Country 1984 модельного года — вид сбоку | Chrysler LeBaron Town & Country 1986 модельного года — вид спереди в три четверти | Chrysler LeBaron Town & Country 1988 модельного года — вид спереди в три четверти |

## Культурные аспекты
- Джон Леннон владел с 1972 по 1980 год Chrysler Town & Country Wagon 1972 модельного года зелёного цвета[61]
- Фрэнк Синатра владел с 1985 года Chrysler Le Baron Town & Country Turbo «Woody» Estate 1985 модельного года, построенный по специальному заказу для певца[62]
- Chrysler Town & Country Wagon 1941 и 1942 модельных годов принадлежал многим голливудским актёрам 1940-50-х гг. — Лео Каррильо,Ллойду Нолану, Бобу Хоупу, Джоан Лесли, Мари Макдональд, Уильяму Бойду[1]
- В мультипликационном фильме «Босс-молокосос» изображается Chrysler Town & Country Wagon 1973 модельного года зелёного цвета[63]
- В мультипликационном сериале «Элвин и бурундуки» у музыканта Дэйва Сэвилла Chrysler Town & Country 1946 модельного года[64].
- В американском ситкоме «Теория большого взрыва» в заставке Chrysler Town & Country 1946 модельного года[65].

## В игровой и сувенирной индустрии
Большинство выпущенных масштабных моделей автомобиля Chrysler Town & Country выполнены из металла по технологии «Die-cast» — литьё под давлением.
- Модель 1942 Chrysler Town & Country Wagon в масштабе 1:43 выпустил в 2019 году производитель моделей Matrix в чёрном цвете
- Модель 1947 Chrysler Town & Country Convertible в масштабе 1:43 выпускалась производителем моделей Matchbox Collectibles в серии «Oldies but Goodies Series» (артикул DYG10-M)
- Модель 1947 Chrysler Windsor Town & Country 4 Door Sedan в масштабе 1:43 выпускалась производителем моделей Brooklin Models в цвете «тёмно-бордовый» (артикул BML14)[66].
- Модель 1947 Chrysler Town & Country Convertible в масштабе 1:43 выпускалась производителем моделей Vitesse в цветах «древесный коричневый», «тёмно-серый металлик»
- Модель 1948 Chrysler Town & Country Convertible в масштабе 1:24 выпускалась производителем моделей Franklin Mint
- Модель 1948 Chrysler Town & Country Convertible в масштабе 1:18 выпускалась производителем моделей Sun Star в цветах «оружейный серый» и «бежевый»
- Модель 1948 Chrysler Town & Country Convertible в масштабе 1:24 выпустил в 1994 году производитель моделей Danbury Mint
- Модель 1949 Chrysler Town & Country Convertible в масштабе 1:43 выпускалась производителем моделей Matrix в цвете «серебристый металлик»
- Модель 1950 Chrysler Town & Country в масштабе 1:43 выпускалась производителем моделей Franklin Mint в серии «The Classic car of the Fifties»[67]
- Модель 1962 Chrysler Town & Country Wagon в масштабе 1:18 выпустил в 2019 году производитель моделей BOS в голубом цвете
- Модель 1976 Chrysler Town & Country Wagon в масштабе 1:43 выпустил в 2013 году производитель моделей NEO в цветах «медный» и «бежевый» (артикул NEO44795)
- Модель 1979 Chrysler Lebaron Town & Country Wagon в масштабе 1:24 выпускалась производителем моделей Motor Max в цвете «тёмно-бордовый» (артикул 73331 AC)[68].